# William Brandon (Bannerträger)
Sir William Brandon († 22. August 1485) war ein englischer Ritter. Er fiel als Bannerträger Henry Tudors in der Schlacht von Bosworth, wo er von Richard III. persönlich getötet wurde. Er war der Vater von Charles Brandon, 1. Duke of Suffolk.

## Leben

### Herkunft
William Brandon war der älteste Sohn eines gleichnamigen Sir William Brandon († 1491), Gutsherr von Soham in Cambridgeshire, und der Elizabeth Wingfield († 1497). Er hatte sechs Schwestern und zwei Brüder, darunter Sir Thomas Brandon, der später unter König Heinrich VII. Rittmeister war. Die Familie war innerhalb der letzten Generation sozial aufgestiegen. Waren ihre direkten Vorfahren noch unbedeutende Händler an der Küste Norfolks gewesen, hatte der ältere Sir William durch einen Platz als Beamter im Haushalt der Mowbray-Dukes of Norfolk einen Sitz im Parlament errungen und war schließlich sogar in den Dienst der Könige Heinrich VI. und Edward IV. getreten.

### Ehe und Vergewaltigungsvorwurf
Vor dem 4. November 1475 heiratete William Brandon Elizabeth Bruyn, die Tochter und Miterbin Sir Henry Bruyns, Gutsherr von South Ockendon in Essex, eine 30-jährige Witwe mit zwei Söhnen aus ihrer ersten Ehe mit Thomas Tyrell. Das Paar hatte weitere drei Kinder. 
1478 schrieb Sir John Paston in einem Brief an seinen Bruder: „der jüngere William Brandon ist in Gewahrsam und verhaftet weil er eine alte Dame geschändet haben soll.“ Man hielt es für wahrscheinlich, dass er dafür gehenkt werden würde, offenbar entkam er jedoch dieser Strafe.

### Sturz Richard III.
Nach dem Tod Edwards IV. setzten William und sein Bruder Thomas auf den Sturz König Richards III. und schlossen sich 1483 der Rebellion des Henry Stafford, 2. Duke of Buckingham, an, die jedoch scheiterte. William wurde für seine Beteiligung daran enteignet. Zusammen mit Thomas Brandon und John Rosley floh er daraufhin im November 1484 von East Mersea ins französische Exil um sich dort Henry Tudor, 2. Earl of Richmond (dem späteren König Heinrich VII.), anzuschließen, einem weiteren Rivalen Richards III. für den englischen Thron. William kehrte mit dessen Armee nach England zurück und wurde bei der Ankunft in Milford Haven am 7. August 1485 zum Knight Bachelor geschlagen. In der Schlacht von Bosworth kämpfte und fiel er als Henry Tudors Bannerträger, wie in den Strophen 155 und 156 der Ballade von Bosworth Field beschrieben wird:
| amongst all other Knights, remember which were hardy, & therto wight; Sir william Brandon was one of those, King Heneryes Standard he kept on height, & vanted itt with manhood & might vntill with dints hee was dr(i)uen downe, & dyed like an ancyent Knight, with HENERY of England that ware the crowne. | Unter den Rittern, so mutig und kühn Sir William Brandon, denkt auch an ihn Heinrich des Königs Banner er hielt. Und trug es voran mit Manneskraft bis er zu Boden gestochen ward mit Gewalt und starb wie die Ritter alt mit Heinrich, der die Krone trug. |  |

Nach zeitgenössischen Berichten wurde er von Richard III. persönlich getötet, als dieser einen direkten Angriff auf Henry Tudor unternahm und dabei durch die Reihe seiner engsten Verteidiger brach. William Brandon war einer der wenigen Gefallenen auf Henry Tudors Seite. Seine Witwe heiratete nach seinem Tod in dritter Ehe William Mallery. Als auch sie am 7. März 1494 starb, wurden die drei minderjährigen Kinder aus ihrer Ehe mit Brandon zu Waisen. Sein Heldentod bei Bosworth ebnete seinem Sohn Charles aber den Weg als Günstling bei Hofe.

## Nachkommen
Mit seiner Frau Elizabeth Bruyn (Reihenfolge der Geburt nicht bekannt): 
- Anne Brandon, ⚭ (1) Sir John Shilston, ⚭ (2) Gawain Carew
- William Brandon († vor 1500, zuletzt 1497 urkundlich erwähnt)
- Charles Brandon (* um 1484; † 24. August 1545), der unter König Heinrich VIII. zum Duke of Suffolk erhoben wurde

Er hatte außerdem zwei illegitime Töchter:
- Elizabeth Brandon, ⚭ Nicholas Arrowsmith
- Katherine Brandon, ⚭ Roger Wolrich[7]